# New York Confidential (film)
New York Confidential este un film noir american din 1955 regizat de Russell Rouse. În rolurile principale Broderick Crawford, Richard Conte și Marilyn Maxwell.

## Distribuție
- Broderick Crawford — Charile Lupo
- Richard Conte — Nick Magellan
- Marilyn Maxwell — iris Palmer
- Anne Bancroft — Katherine Lupo
- J. Carrol Naish — Ben Dagajanian
- Onslow Stevens — Johnny Achills
- Barry Kelley — Robert Frawley
- Mike Mazurki — Arnie Wendler
- Celia Lovsky — Mama Lupo
- Herbert Heyes — James Marshall
- Steven Geray — Morris Franklin
- William Bill' Phillips — Whitey
- Henry Kulky — Gino
- Nestor Paiva — Martinelli